# Montreuil (Eure-et-Loir)
Montreuil è un comune francese di 525 abitanti situato nel dipartimento dell'Eure-et-Loir nella regione del Centro-Valle della Loira.
Nel territorio del comune scorre il fiume Avre, affluente della Eure.

## Società

### Evoluzione demografica
Abitanti censiti